# After the Rain
After the Rain (恋は雨上がりのように Koi wa Ameagari no You ni?) är en manga-serie skapad av Jun Mayuzuki. Den ges ut av Shogakukan sedan juni 2014, först i Monthly Big Comic Spirits, innan den flyttades till magasinet Weekly Big Comic Spirits. Handlingen kretsar kring flickan Akira Tachibana som arbetar deltid på en familjerestaurang. Hon får starka känslor för den 45-årige restaurangchefen Masami Kondo som är frånskild och har en son. I januari 2018 startades en anime baserad på serien.